# Pieter Zeeman
Pieter Zeeman (født 25. maj 1865 i Amsterdam, død 9. oktober 1943 i Amsterdam) var en hollandsk fysiker.
I 1902 blev han tildelt Nobelprisen i fysik sammen med sin lærer Hendrik Antoon Lorentz for sit arbejde med elektromagnetisk stråling.

## Eksterne links
- Wikimedia Commons har flere filer relateret til Pieter Zeeman